# 坏种 (1956年电影)
《坏种》（英語：The Bad Seed），是一部1956年上映的美国惊悚电影。由茂文·李洛埃执导，南希·凯利、帕蒂·麦科马克等主演。故事剧情改编自作家威廉·马奇于1954年创作的同名小说，电影剧本则由约翰·李·马欣负责。

## 主要角色

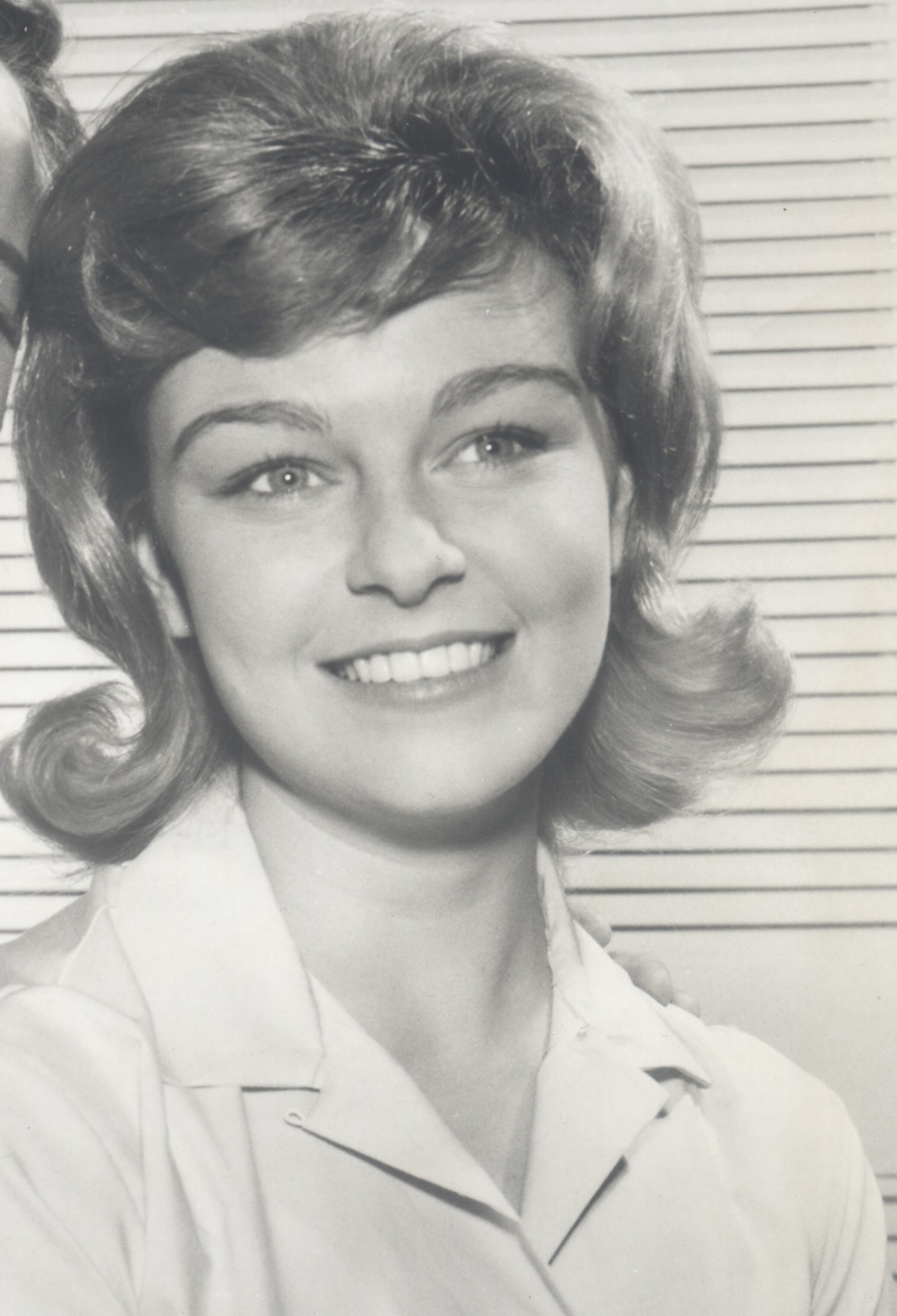
影片中扮演洛达的女演员帕蒂·麦科马克

- 洛达·彭马克（英語：Rhoda Penmark）：帕蒂·麦科马克饰演。故事的主角，也是反派。洛达是一名少女连环杀手，她操纵并伤害周围所有的人。美国演员帕蒂·麦科马克在本作中扮演了这一角色[4]。
- 克莉丝汀·彭马克（英語：Christine Penmark）：南希·凯利饰演。主角之一，洛达的母亲，是一位温柔坚强的家庭女性。
- 勒罗伊·杰瑟普（英語：Henry Jones）：亨利·琼斯饰演。洛达的父亲，起初他对女儿异常的举止不以为意，在妻子告诉他真相后他对洛达威吓要采取电椅治疗。

## 人物设计
主角洛达·彭马克是一名8岁的少女，她很有魅力，待人礼貌而且聪慧过人。然而在她可爱的外表下，却隐藏着强烈的反社会人格，她愿意伤害甚至杀死任何事物以获得她想要的东西。她亦是一个早熟的欺诈高手，擅长操纵和迷惑成年人；其他能感受到她真实本性的孩子，都会尽可能的避开她。在故事的开头，洛达为了夺取书法奖牌而残忍地谋杀了她的同学和一名学校场地管理员，同时剧情也曾暗示在她更小的时候就谋杀过一位年长的邻居以及她的宠物狗。
威廉·马奇表示，洛达的邪恶是遗传的：“她的外祖母贝西登克便是一名恶名昭著的连环杀手，她也是在洛达的年龄就开始杀人；而洛达的母亲克莉丝汀在很小的时候就被其他人收养了，因此她不记得自己亲生母亲的罪恶往事。”

## 社会评价
由于电影票房的成功，帕蒂·麦科马克饰演的洛达·彭马克被血腥恶心网列入“恐怖电影史上最令人毛骨悚然的16个孩子”名单中的第12名，电影评论员布莱恩·所罗门写道：“洛达·彭马克是所有搞砸的恐怖电影孩子们的‘祖母’，她是圣经比例的一品脱大小的恐怖分子。”女性杂志《喧嚣》的专栏作家克里斯蒂安·威尔逊将她评为“小说中最黑暗残忍的19个孩子”之一，并称她是“终结所有坏女孩的坏女孩”。洛达也是《DC漫画》角色宝宝（动画《蝙蝠侠新冒险》角色）的灵感来源，该角色被设计为粉红色连衣裙和金色辫子，其面部结构和黑色眼睛皆参照于洛达，这已成为宝宝最具标志性的特征。
《坏种》是华纳兄弟在1956年最卖座的电影之一，该公司在美国以100万美元的预算获得了410万美元的票房收入。《坏种》在当年的美国票房排行榜位居前20名，并跻身“1956年英国十大最受欢迎的电影”之列。这部电影获得了评论家的一致赞誉，烂番茄网站也根据当时的27条评论指称，该剧的好感新鲜度为63%，平均评分高达7分。

## 电影奖项
《坏种》上映后荣膺多个奖项及提名，列表如下：
| 奖项               | 类别                 | 被提名人      | 结果 | 参考   |
| ------------------ | -------------------- | ------------- | ---- | ------ |
| 第29届奥斯卡金像奖 | 最佳女主角奖         | 南希·凯利     | 提名 | [ 14 ] |
| 第29届奥斯卡金像奖 | 最佳女配角奖         | 艾莲·赫格     | 提名 | [ 14 ] |
| 第29届奥斯卡金像奖 | 最佳女配角奖         | 帕蒂·麦科马克 | 提名 | [ 14 ] |
| 第29届奥斯卡金像奖 | 最佳黑白摄影奖       | 哈罗德·罗森   | 提名 | [ 14 ] |
| 第14届金球奖       | 金球奖最佳电影女配角 | 艾琳·赫卡特   | 獲獎 | [ 15 ] |
| 第14届金球奖       | 金球奖最佳电影女配角 | 帕蒂·麦科马克 | 提名 | [ 15 ] |

## 流行文化
- 帕蒂·麦科马克在1956年《坏种》的电影改编中饰演了洛达·彭马克，该电影的结局与原著出入较大，由于必须要遵守电影制作守则的缘故，在该版结局中洛达最终死于雷电，而克莉丝汀则在自杀中幸存了下来。
- 卡莉·韦尔斯于1985年在电影《坏种》中扮演洛达·彭马克，在该作品中她的名字由洛达被改为蕾切尔。
- 2018年美国演员罗伯·劳翻拍并主演了《坏种》，洛达一角由麦肯娜·格瑞丝饰演，她在电影中的名字被改为艾玛·格罗斯曼。